# اپرا و باله ملی نروژ
اپرا و باله ملی نروژ،(به نروژی: Den Norske Opera & Ballett)، یک سازمان ملی نروژی، برای اجرای برنامه‌های اپرا و باله است. این مؤسسه هنری به صورت یک شرکت سهامی خاص اداره می‌شود و دولت نروژ مالک کل سهام شرکت است. این سازمان از سال ۲۰۰۸ میلادی در ساختمان جدید خانه اپرا در بیورویکا، اسلو مستقر شده‌است.

## پیشینه
نام رسمی این مؤسسه از آغاز تأسیس در سال ۱۹۵۷ تا سال ۲۰۰۸ میلادی، اپرای نروژ بود. در سال ۲۰۰۸ میلادی، اپرا و باله در این مؤسسه، ۲ گونه هنری هم ارزش تشخیص داده شدند و متعاقباً نام مؤسسه به اپرا و باله ملی نروژ، تغییر داده شد.

فعالیت اپرا، در هر سال، معادل بیش از کاری است که یک انسان، در طول ۶۰۰ سال انجام می‌دهد. این شامل یک ارکستر با حدود ۱۰۰ نوازنده، ۱
گروه کر، با حدود ۵۰ عضو، ۱ گروه باله با ۶۰ رقصنده، تعدادی آوازخوان منفرد؛ و ۴ هنرآموز اپرا است. علاوه بر این، یک گروه کر کودکان نیز برای کودکان و نوجوانان از سن ۶ تا ۱۷ سالگی وجود دارد.
 در سال ۲۰۱۵ میلادی، یک سازمان خاص جوانان، به منظور حمایت از بهترین رقصنده‌های نروژی و بین‌المللی بنیان گذاشته شد تا این جوانان امکان رشد مقدماتی لازم برای ارتقاء به مراحل حرفه ای را داشته باشند. در حال حاضر، مدرسه باله ۱۲۰ کودک و نوجوان ۶ تا ۱۶ ساله را تحت پوشش دارد.